# Upper New York Bay

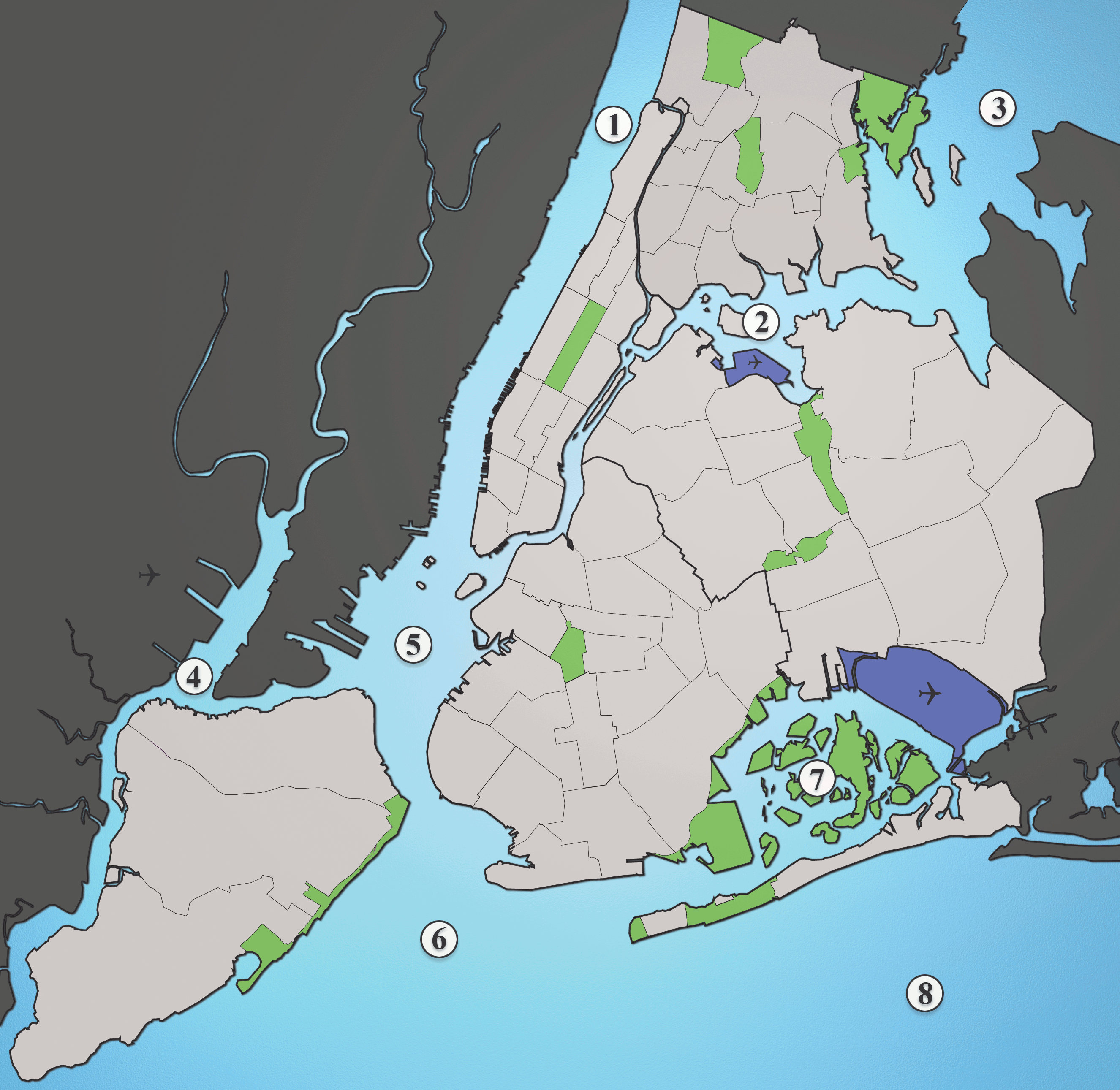
Vias aquáticas de Nova Iorque: 1. Rio Hudson, 2. Rio East, 3. Long Island Sound, 4. Baía de Newark, 5. Upper New York Bay, 6. Lower New York Bay, 7. Jamaica Bay, 8. Oceano Atlântico

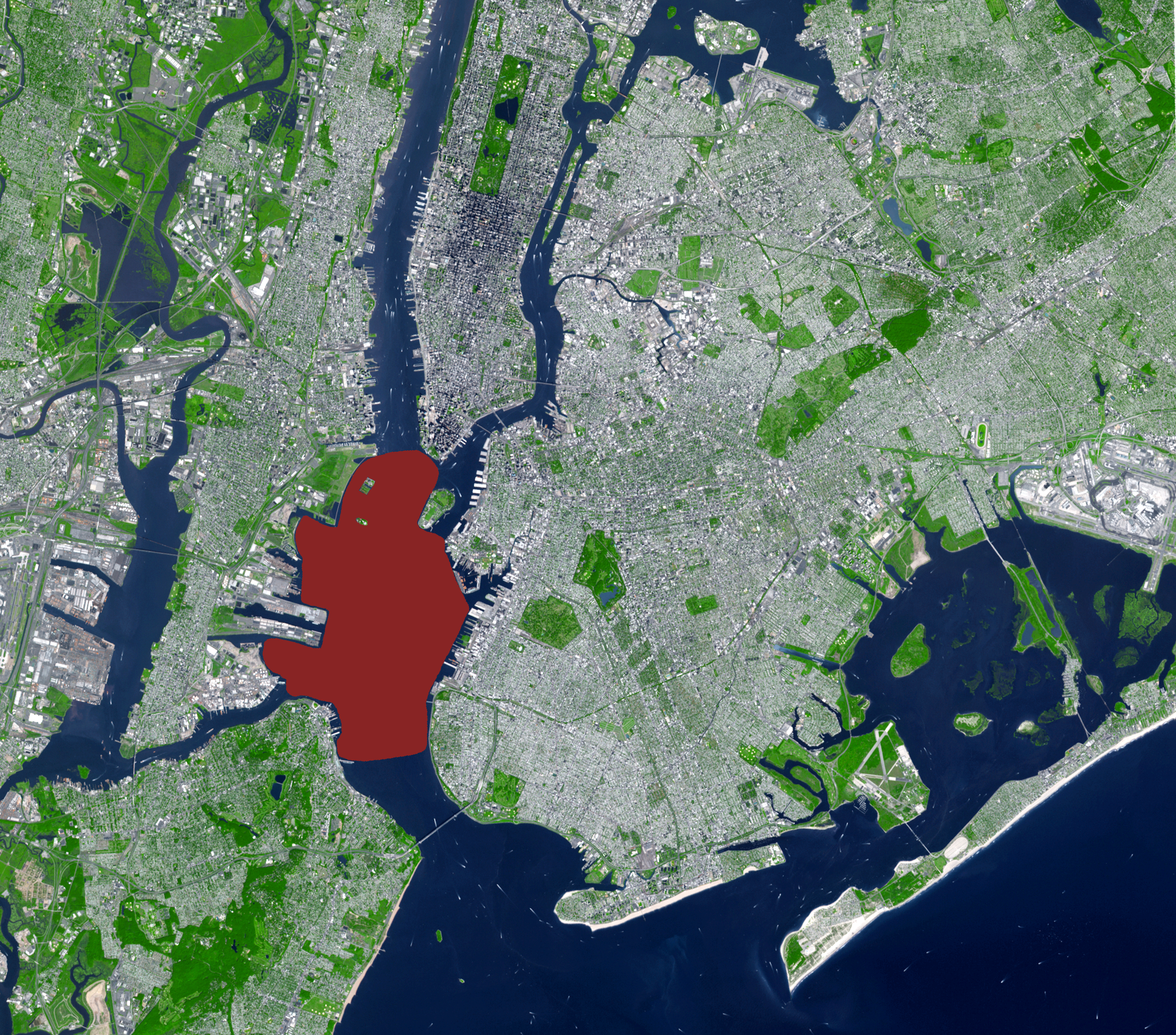
Localização da Upper New York Bay (a vermelho sobre imagem de satélite)

A Upper New York Bay («baía superior de Nova Iorque»), também chamada New York Harbor ou Upper Bay, é a parte norte da baía de Nova Iorque, situada dentro dos The Narrows, estreitos localizados entre Staten Island e Brooklyn. É rodeada pelos bairros de Manhattan, Brooklyn, Staten Island (todos na cidade de Nova Iorque e estado de Nova Iorque) e pelo condado de Hudson e municipalidades de Jersey City e Bayonne, ambas do estado de Nova Jersey.

A baía é alimentada pelo rio Hudson (historicamente chamado «rio Norte», já que passava por Manhattan), e pelo canal Gowanus. Está ligada à Lower New York Bay pelos The Narrows; com a baía de Newark pelo Kill Van Kull; e com o Long Island Sound pelo rio East, que apesar do nome é na realidade um estreito.
Tem várias ilhas, como Governors Island, perto da foz do rio East, a ilha Ellis, ilha da Liberdade e Robbins Reef.